# Desmaio da Virgem

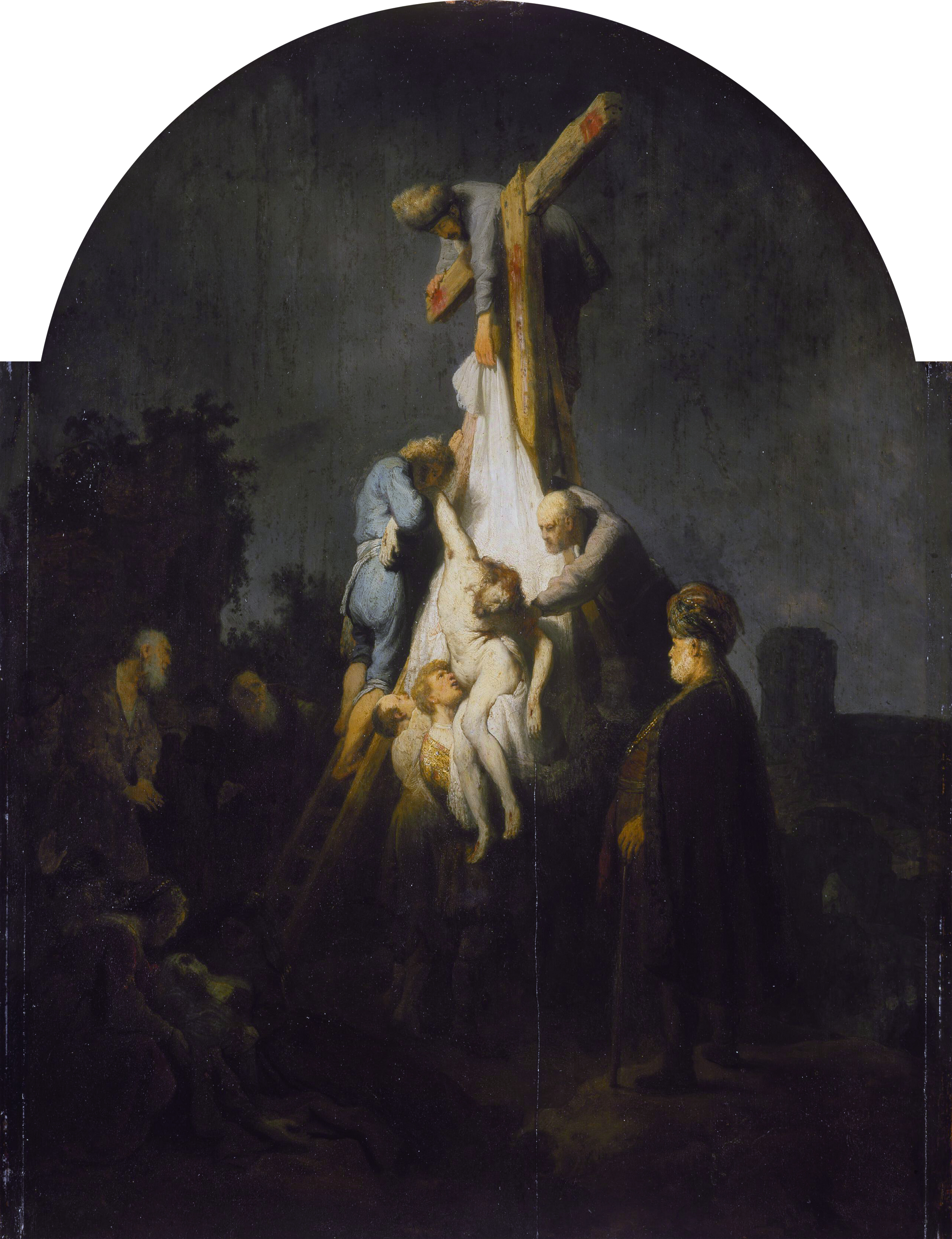
Maria literalmente desmaiada durante a deposição.
1632-1633. Por Rembrandt, atualmente na Antiga Pinacoteca de Munique.

O Desmaio da Virgem (em italiano:  Lo Spasimo del Virgine), também conhecido como Desfalecimento da Virgem, foi uma ideia que se desenvolveu durante a Idade Média baseada em menções, em versões tardias do evangelho apócrifo conhecido como Atos de Pilatos, que descrevem a Virgem Maria desmaiando durante a Paixão de Cristo. O tema foi muito popular na arte medieval tardia e na literatura teológica, mas, como nada disso é mencionado nos evangelhos canônicos, a cena se tornou controversa e, a partir do Concílio de Trento, no século XVI, passou a ser desencorajada pelos altos escalões do clero.
O desmaio aparece durante o episódio de Jesus carregando a cruz, na Via Dolorosa em Jerusalém, e também é muito frequente nas cenas sobre a crucificação; Nicholas Penny estima que "por volta de metade das pinturas sobreviventes feitas entre 1300 e 1500 incluem a cena da Virgem desmaiando". A cena também apareceu em obras mostrando a "Deposição da Cruz" e o "Sepultamento de Jesus", além da nova cena do século XV, "Jesus se Despedindo de sua Mãe".

## História

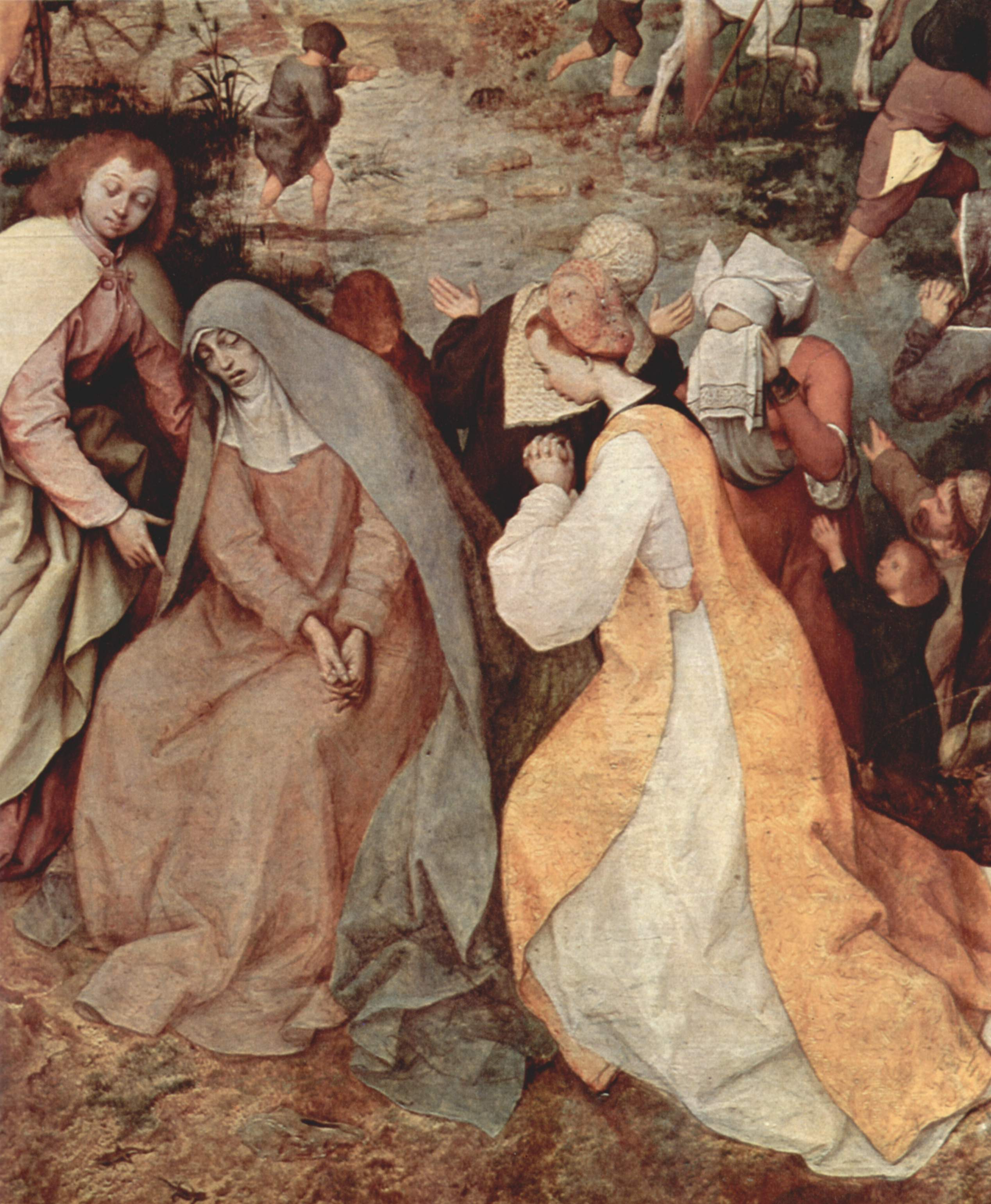
Detalhe da obra de Pieter Brueghel, o Velho.

Maria desmaiando aparece ocasionalmente na arte em datas tão antigas quanto o século XII, mas se tornou comum na metade do século seguinte. Já em 1308, a rota peregrina da Via Dolorosa, em Jerusalém, passou a incluir uma igreja dedicada formalmente a São João Batista, mas conhecida localmente como o local do "desmaio da Virgem"; em 1350, guias mencionam uma igreja de "Santa Maria de Spasimo", que foi posteriormente suplantada por uma hospedaria. O popular "Meditationes de Vita Christi", de por volta de 1300, menciona três pontos na Paixão nos quais Maria teria desmaiado ou desfalecido. No século XV, os sacri monti italianos já incluíam oratórios comemorando o spasimo em suas rotas,uma festa não oficial era celebrada por muitos - especialmente os franciscanos - e o Vaticano recebia pedidos para oficializar a celebração.
Porém, não existe menção ao evento nos evangelhos canônicos e sua menção recebeu a desaprovação de muitos teólogos. A reação deu origem a uma obra de 1506 pelo dominicano Tomás Caetano, que era professor na Universidade Sapienza de Roma e que seria, posteriormente, mestre-geral de sua ordem e, como cardeal, um adversário de Martinho Lutero. Caetano destacou a falta de autoridade bíblica e, como descrito por Nicholas Penny, que "a fraqueza física depois de um 'spasimo', como definida por Avicena, seria incompatível com uma afirmação explícita do Evangelho de São João, de que a a Virgem permaneceu firme ao lado da cruz". O "Desmaio" foi provavelmente associado, em alguns casos, com a aceitação da doutrina de Maria como sendo "co-redentora", o que só recuou depois do Concílio de Trento.
A desaprovação oficial do "Desmaio" ganhou terreno durante a Contra-Reforma e foi seguida pelos autores dos guias para o clero sobre a interpretação dos poucos e vagos decretos do Concílio de Trento em 1563 sobre as imagens sagradas, que detalhavam minuciosamente as instruções para os artistas e patrocinadores de obras sagradas. Os guias de Molanus (1570) e dos cardeais Gabriele Paleotti (1582) e Federigo Borromeo eram contra a cena e ela foi criticada por autores de obras teológicas sobre a Virgem, como Pedro Canísio em 1577. Pelo menos em Roma, aparentemente houve algum tipo de censura, com pinturas sendo removidas de lugares públicos e a recusa da ordem de publicação (imprimatur) para as gravuras de Cornelius Bloemaert de uma "Crucificação" de Annibale Carracci, que acabaria sendo publicada em Paris. Contudo, não haveria mais condenações sobre a crença no episódio e, embora novas representações tenha de fato rareado, as que já existiam continuaram onde estavam, incluindo muitas em igrejas dominicanas. Na realidade, nas obras onde o "Desmaio da Virgem" aparecia, ela era geralmente o centro das atenções. A forma mais simples de evitar as objeções teológicas (derivadas da interpretação do evangelho de João) era localizar a cena em qualquer episódio que não o da crucificação.

## Na arte
Em muitos casos, Maria aparece desmaiando completamente, mas em vários outros, ela aparece ainda de pé, apoiada em São João, nas Três Marias ou em outros discípulos. Muitas imagens são ambíguas, provavelmente de forma deliberada e podem ser interpretadas como a Virgem se sentindo desfalecer ou apenas tomada pela dor. Uma das obras mais importantes representando o "Desmaio" é a "A Deposição da Cruz" de Rogier van der Weyden (Museu do Prado, c. 1435), na qual o corpo da Virgem, de olhos fechados, paraleliza o de seu filho logo acima.

## Igrejas
Diversas igrejas foram dedicadas ao "Desmaio", incluindo:
- Santa Maria dello Spasimo, Palermo, Sicília, Itália
- Santa Maria dello Spasimo, Modugno, Bari, Itália
- Beata Vergine dello Spasimo, Cerea, Província de Verona, Itália
- Madonna dello Spasimo, Bergamo, Itália

## Galeria

Desmaio da Virgem
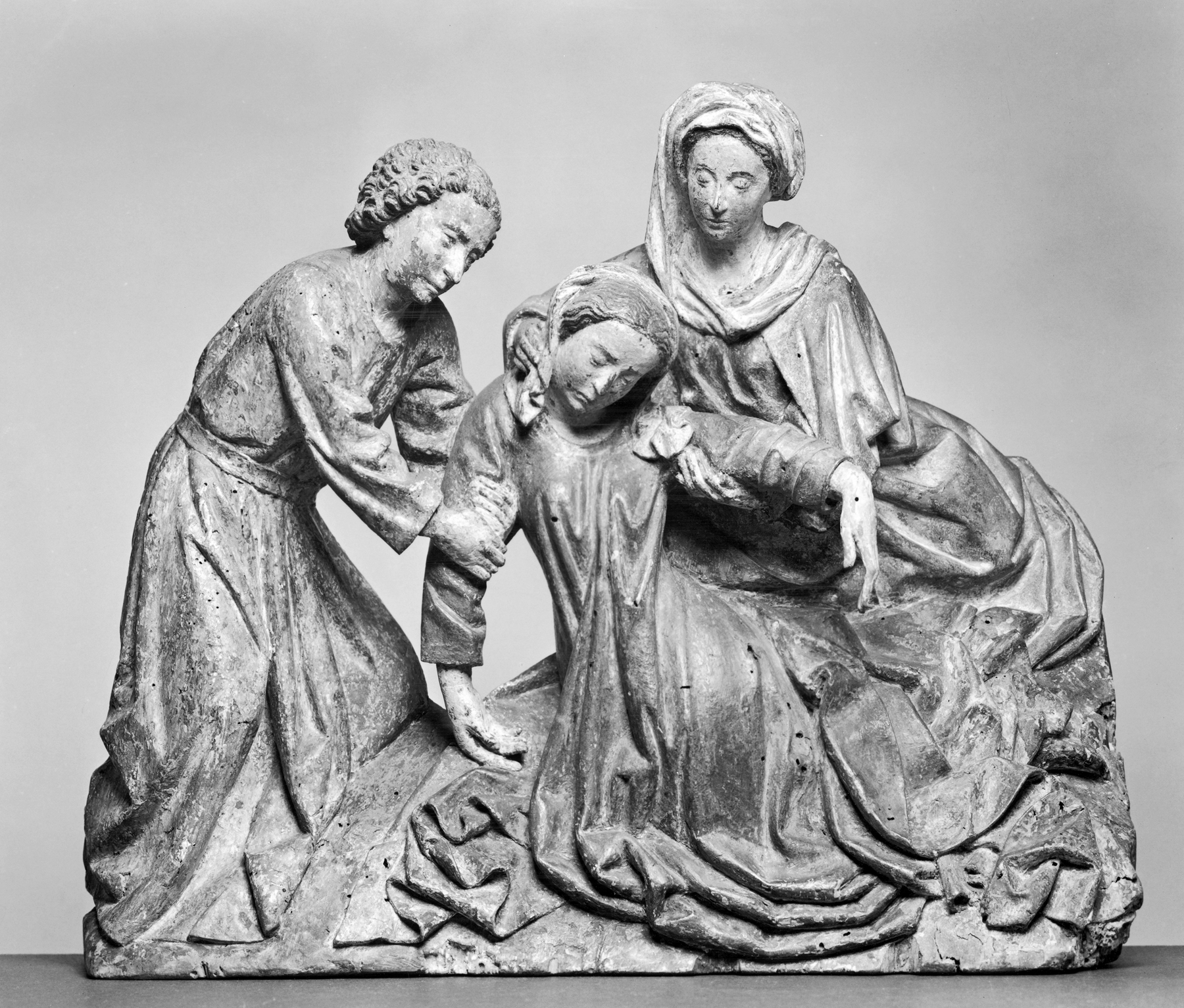
Escultura flamenga de c. 1475, atualmente no Museu de Arte Walters, em Baltimore.
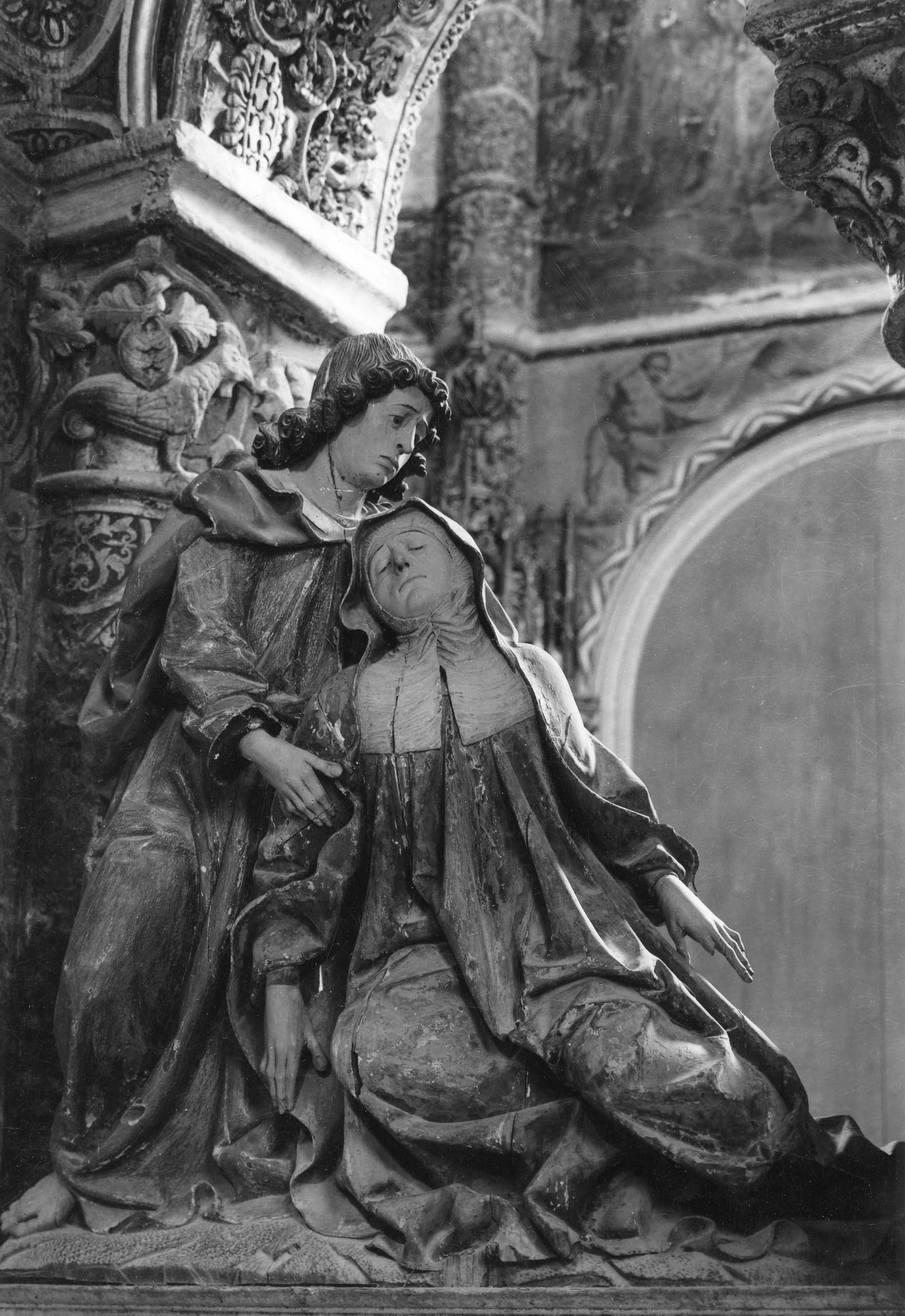
Por Olivier de Gand e Fernão Muñoz c. 1518, Convento de Cristo, em Tomar.
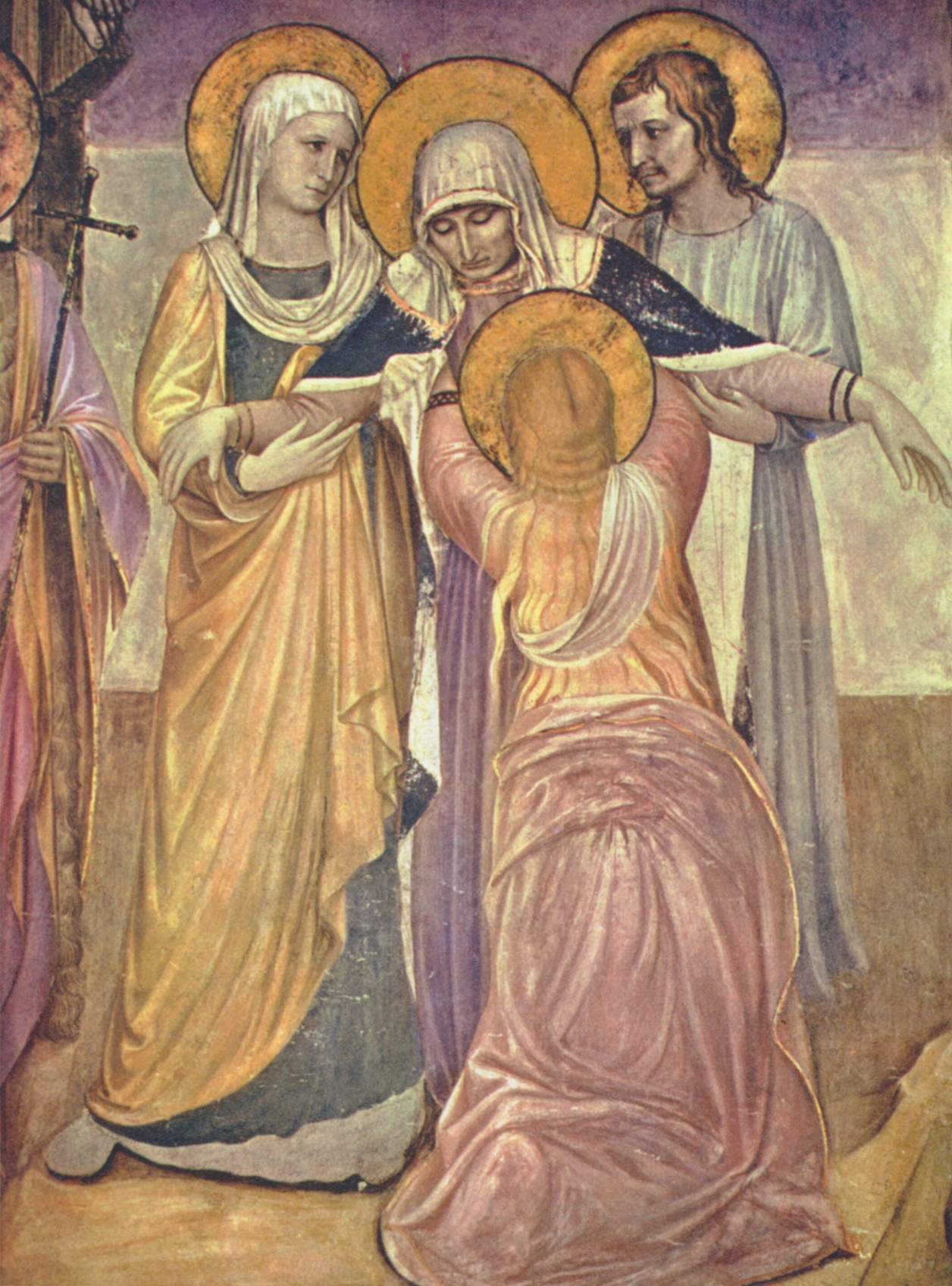
Por Fra Angelico (séc. XV), atualmente no Museo di San Marco em Florença.
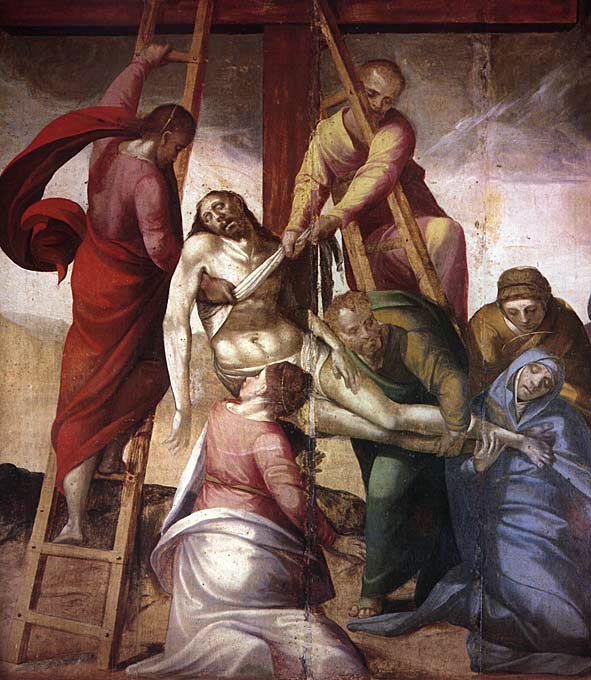
Por António Nogueira (1564), atualmente no Museu Regional de Beja.
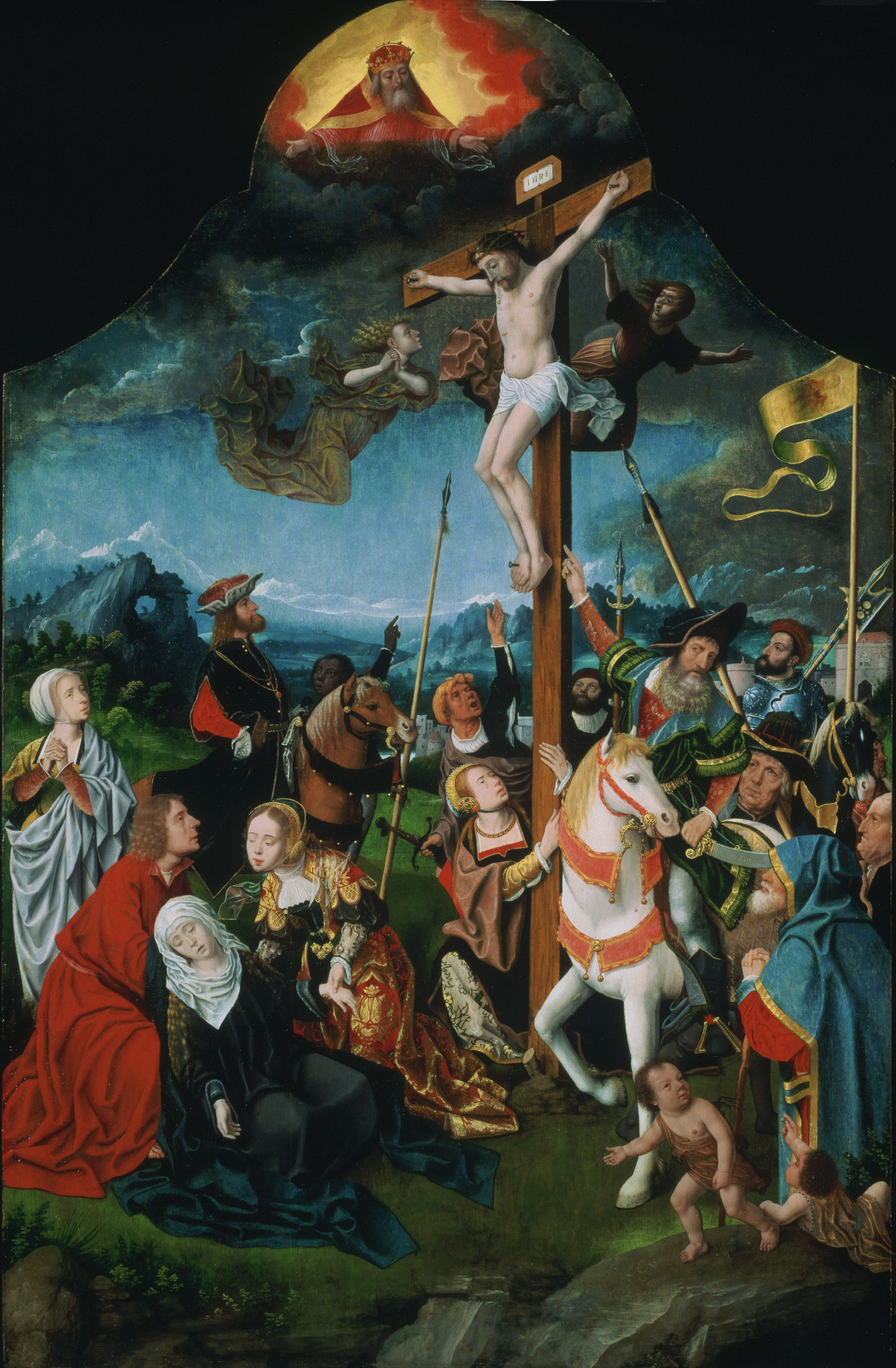
Por Jan Mostaert (c. 1530), atualmente no Philadelphia Museum of Art.